# Bene Lario
Bene Lario (Bee in dialetto comasco, AFI:  /ˈbeː/) è un comune italiano di 354 abitanti della provincia di Como in Lombardia.
Il comune è sito in Val Menaggio e fa parte della Comunità montana Valli del Lario e del Ceresio.

## Geografia fisica
Il comune di Bene Lario si estende per 566 ettari tra la sponda sinistra del torrente Civagno e le pendici nord-orientali del monte Galbiga.

### Territorio
La geologia e i reperti paleontologici dell'area di Bene Lario, studiata già a partire dall'Ottocento con il geologo Stoppani, hanno mostrato come le formazioni geologiche intagliate dal torrente Civagno coprano un periodo di quasi trenta milioni di anni, in quanto il Monte Galbiga rappresenta infatti un importante sezione di sedimenti precipitati tra il Giurassico e il Triassico. Nella valle del Civagno sono state inoltre ritrovate numerose specie fossili di conchiglie, coralli e pesci.

## Origini del nome
Anticamente l'attuale Bene Lario si chiamava Maldino, toponimo da alcuni indicato di origine ibero-ligure e composto dall'unione di due parole: mal, ossia "monte", e duno, cioè "villaggio".

## Storia
Alcuni annessi agli Statuti di Como del 1335 fanno riferimento al "comune loci de Benne" e al "Bene montis Menaxij" per indicare il comune che, all'interno della pieve di Menaggio, aveva il dovere della manutenzione del tratto di via Regina tra il ponte "de Chollio" e il ponte "de la Polla".
Il 1 giugno 1647 il comune di Bene fu concesso in feudo a Francesco Gallio duca D’Alvito. Sempre inserito nella pieve di Menaggio, Bene era ancora infeudato ai D'Alvito nel 1751, anno in cui il comune risultava soggiacere alla giurisdizione di un podestà feudale situato presso la cosiddetta "banca criminale" di Gravedona.
Verso la fine del XVIII secolo l'archivio comunale venne incendiato in seguito ad alcuni screzi tra il parroco e la confraternità che raggruppava le famiglie più influenti del paese.

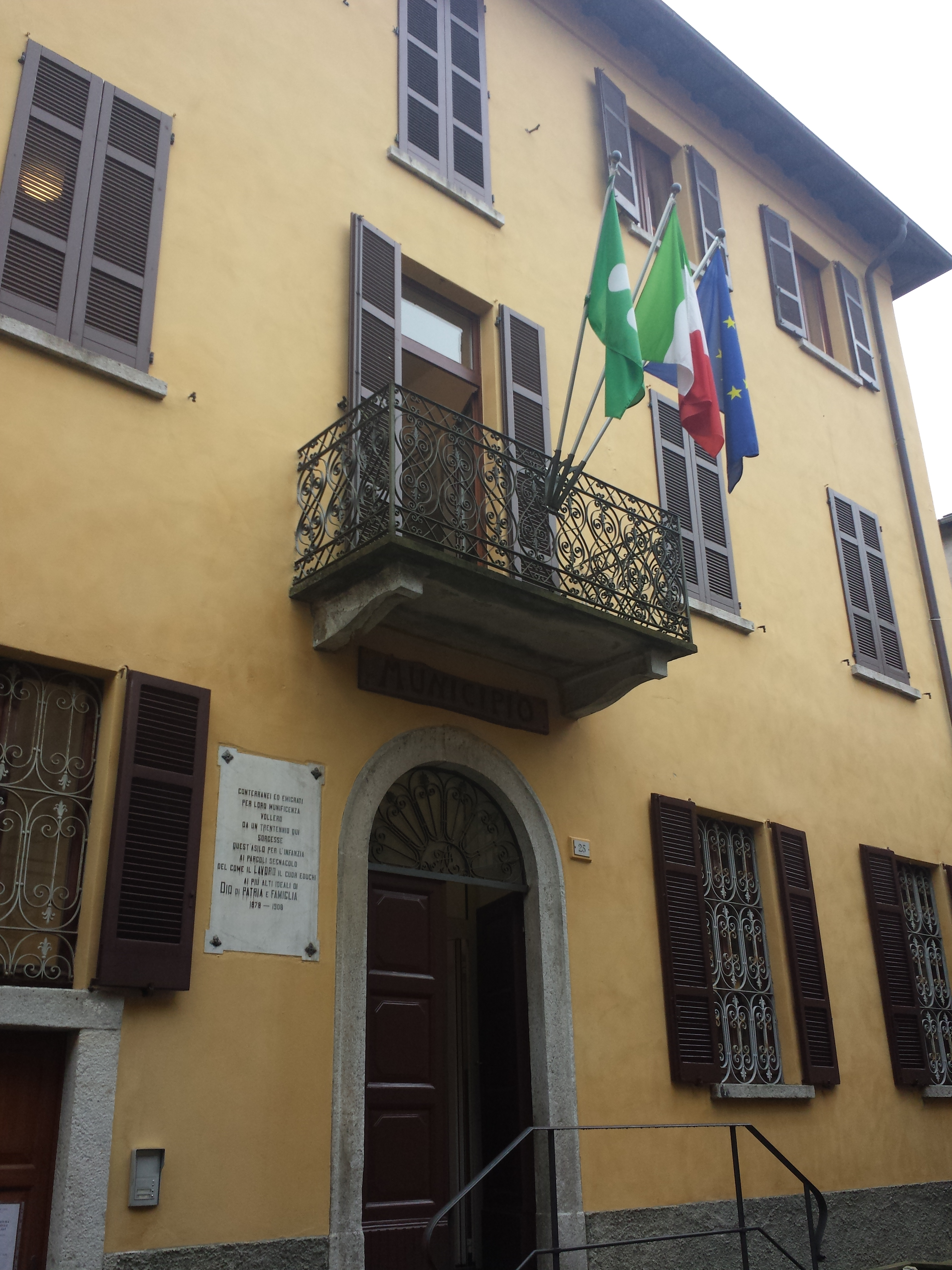
Municipio di Bene Lario

Con la riorganizzazione del Regno d'Italia voluta da Napoleone Bonaparte, Bene vide dapprima l'incorporazione del comune di Grona (1809), per poi essere a sua volta aggregato a quello di Grandola (1812). Dopo la caduta di Napoleone, entrambe le decisioni vennero tuttavia abrogate con il ritorno degli austro-ungarici e la conseguente compartimentazione territoriale del Regno lombardo-veneto.
A partire dagli inizi del XIX secolo si registrò, tra i residenti di Bene, una rilevante quota di emigrati in Sudamerica e, in particolare, in Cile e in Uruguay. Come testimoniato da una lapide tuttora affissa sulla facciata del municipio, il mantenimento delle relazioni tra gli emigrati e il paese natio permise la realizzazione di opere quali la costruzione di una scuola dell'infanzia. Altri lavori pubblici cofinanziati dagli emigrati consistettero nella costruzione del ponte sul torrente Civagno e nell'ampliamento del cimitero. Il primo a emigrare fu Pietro Maldini, nel 1836: si stabilì a Copiapò, in Cile, ed è ricordato con un ritratto appeso nella sala consiliare del Comune. L'emigrante che ebbe maggiore fortuna fu Carlo Maldini, che si stabilì a Salto in Uruguay, dove fondò il villaggio di Palomas, sorto attorno alla sua azienda agricola.
Nel 1862 la denominazione del comune passò da "Bene" a "Bene Lario".
Nell 1927 ci fu una nuova aggregazione di Bene Lario a Grandola ed Uniti, che durò fino al 1950.

### Simboli
Lo stemma e il gonfalone sono stati concessi con decreto del presidente della Repubblica del 15 dicembre 1981.
Il monte d'argento sottolinea la posizione in quota del comune; le spighe di grano rappresentano il principale prodotto dell'agricoltura di Bene Lario; l'azzurro del campo rievoca le acque dei laghi di Piano e di Lugano; la colomba con il ramoscello di ulivo è un richiamo al nome del paese.
Il gonfalone è un drappo partito di bianco e di giallo.

## Monumenti e luoghi d'interesse

### Architetture religiose

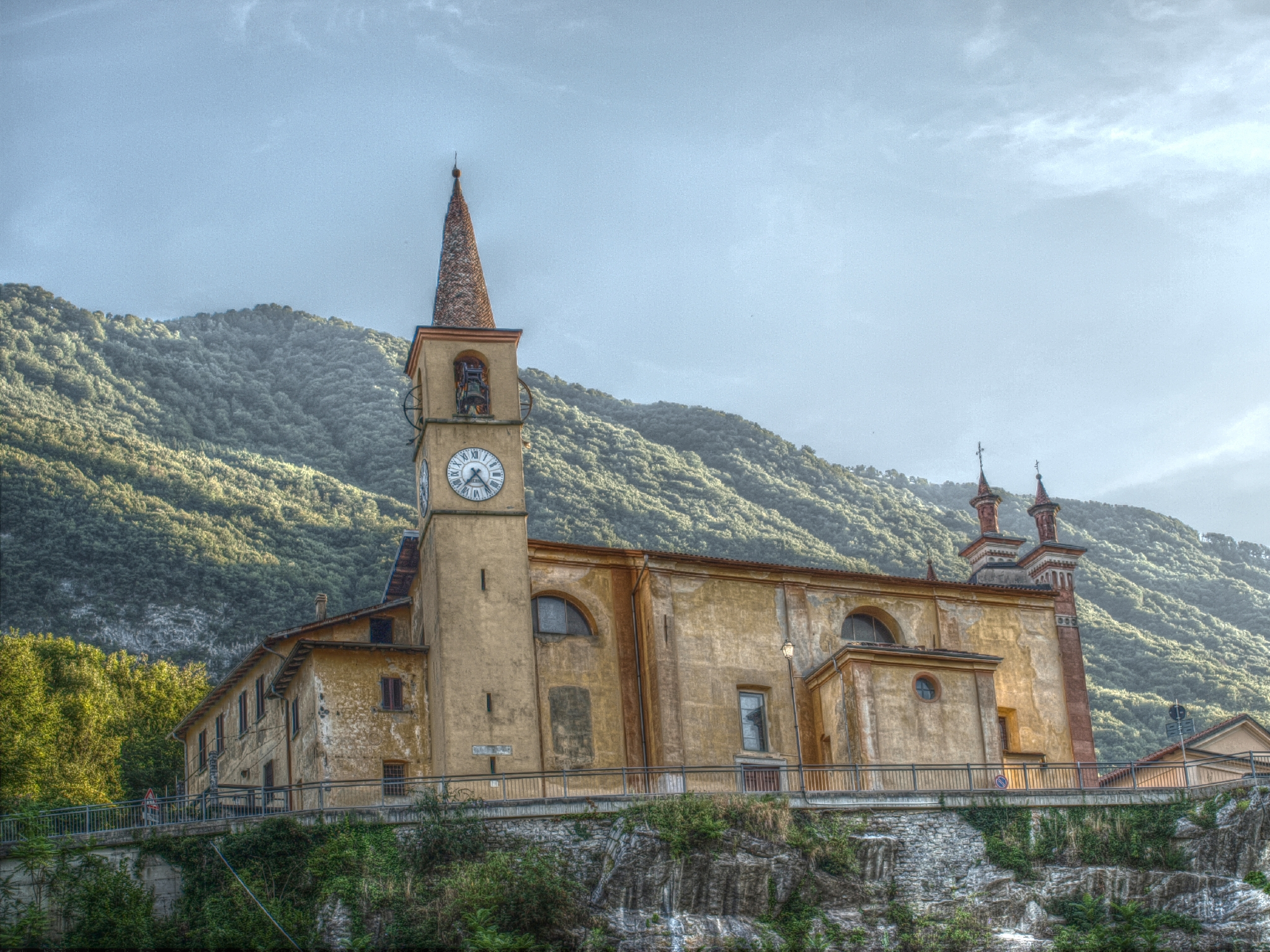
Chiesa dei Santi Vito e Modesto
Un dosso situato all'ingresso del paese ospita la chiesa dei Santi Vito e Modesto, elevata a parrocchiale nel 1577 ma tra i secoli XVI e XVIII citata in più occasioni come sede di una viceparrocchia, ad ogni modo sempre inserita nella pieve di Menaggio. Nel 1956 si registrò una fusione aeque principaliter tra la parrocchia facente capo alla chiesa dei Santi Vito e Modesto e quella di San Gottardo in Grona.
La chiesa è ad unica navata, con la sagrestia del celebrante e a levante e la Sacrestia della Confraternità a ponente.
All'interno si conservano un altare maggiore barocco del XVIII secolo in legno dorato e un grande quadro del XVI secolo, raffigurante la Santissima Trinità circondata da molti altri personaggi e attribuito al maestro intelvese Ferraboschi. Il quadro, così come altri dipinti realizzati tra i secoli XVI e XVII da autori ignoti e collocati nella navata e nella Sacrestia della Confraternità, provengono dall'oratorio della Santissima Trinità, che prima della costruzione della Chiesa dei Santi Vito e Modesto adempiva le funzioni di parrocchiale. Alla fine degli anni '50 risalgono invece i due grandi quadri di una Madonna Assunta e di un Sacro Cuore collocati ai lati dell'altare maggiore, opere del pittore locale Zeffirino Tortelli.
All'interno della chiesa si trovano anche altri due altari, di cui quello sinistro ospita una statua della Madonna in legno dorato, altri affreschi e una scagliola realizzata dal maestro intelvese Francesco Solari di Verna.
L'altare destro conserva invece un'opera lignea di un Cristo deposto, databile al XVI secolo, proveniente da Bormio e collocata in chiesa negli anni '80 dopo che nel 1846 era stata donata alla famiglia Corti. Proprio alla più giovane esponente di questa famiglia si deve il soprannome di Cristo della Bicina con cui l'opera è localmente nota.

Nelle vicinanze della chiesa dei Santi Vito e Modesto si trova un ex oratorio della Confraternità, ora adibito a sala per riunioni.

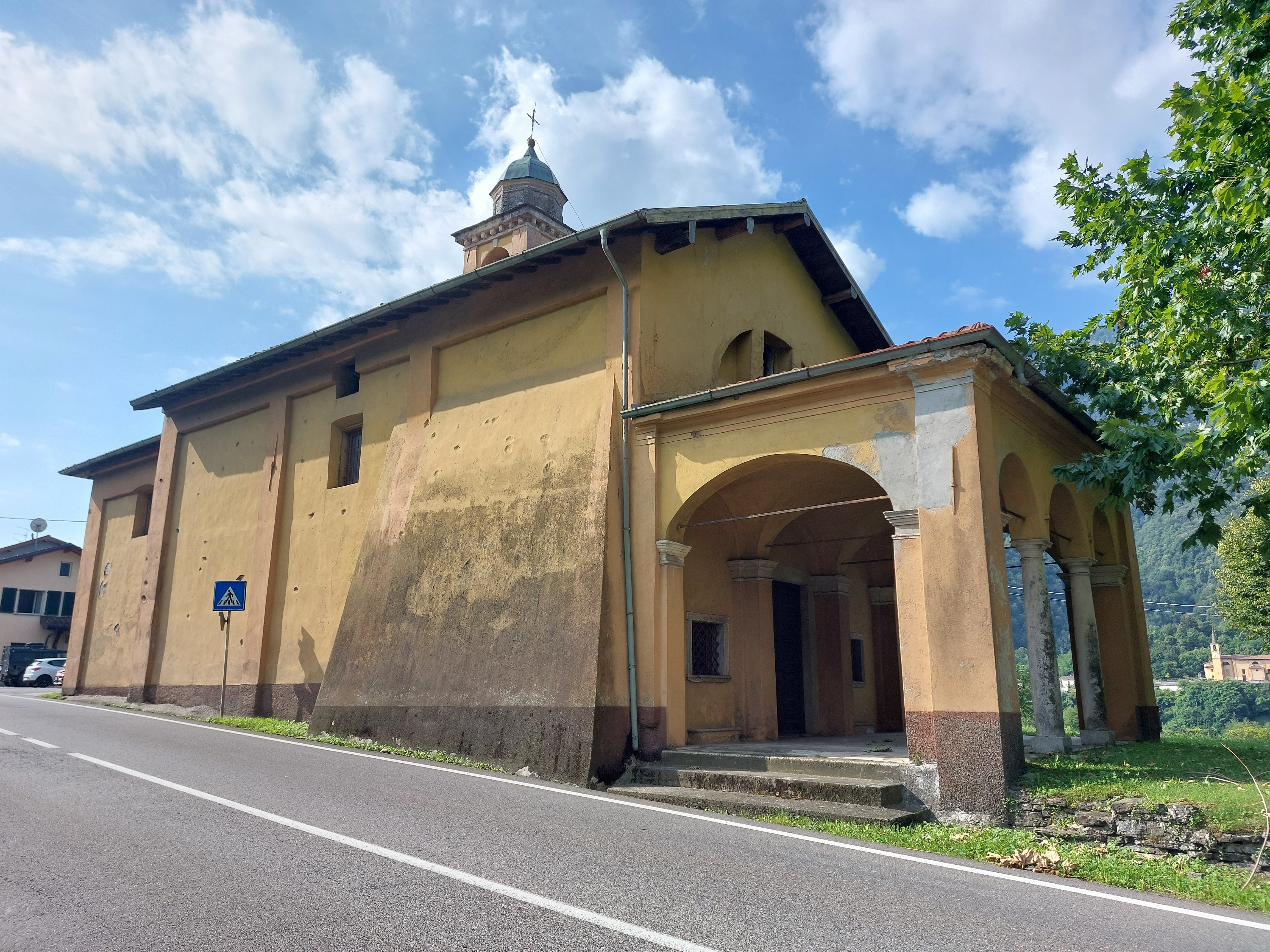
Chiesa della Santissima Trinità

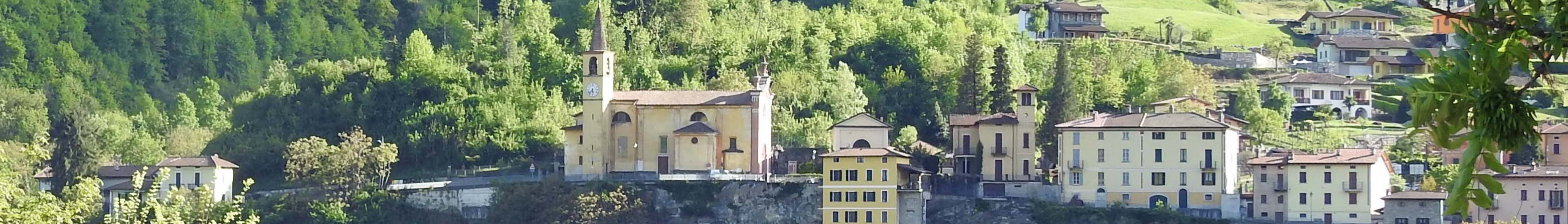
Veduta di Bene Lario. Spiccano la Chiesa dei Santi Vito e Modesto e, poco distante sulla destra, l'ex-oratorio della Confraternità

In località La Santa si trova la chiesa della Santissima Trinità, attestata entro i confini della parrocchia dei Santi Vito e Modesto nel 1788. La chiesa, di piccole dimensioni, adempì le funzioni di parrocchiale fino alla costruzione della chiesa dei Santi Vito e Modesto, nel XVI secolo.
La chiesetta si presenta come un edificio ad unica navata, con ingresso preceduto da un portico ad arcate sostenuto da pilastri e colonne. Le pareti esterne portano ancora i segni delle pallottole di una mitragliata aerea avvenuta nel 1945.

All'interno della chiesa si trovano una serie di affreschi e quadri, la maggior parte dei quali in cattivo stato di conservazione. Ad uno degli affreschi è legata alla tradizione secondo cui, nel XVI secolo, la chiesa sarebbe utilizzata come lazzaretto per gli appestati, affidati alle cure di un eremita qui dimorante e nell'affresco raffigurato in preghiera ai piedi di una Croce con lo Spirito Santo. Dietro l'altare, una Santissima Trinità dipinta negli anni '60 dal pittore locale Zeffirino Tortelli. 

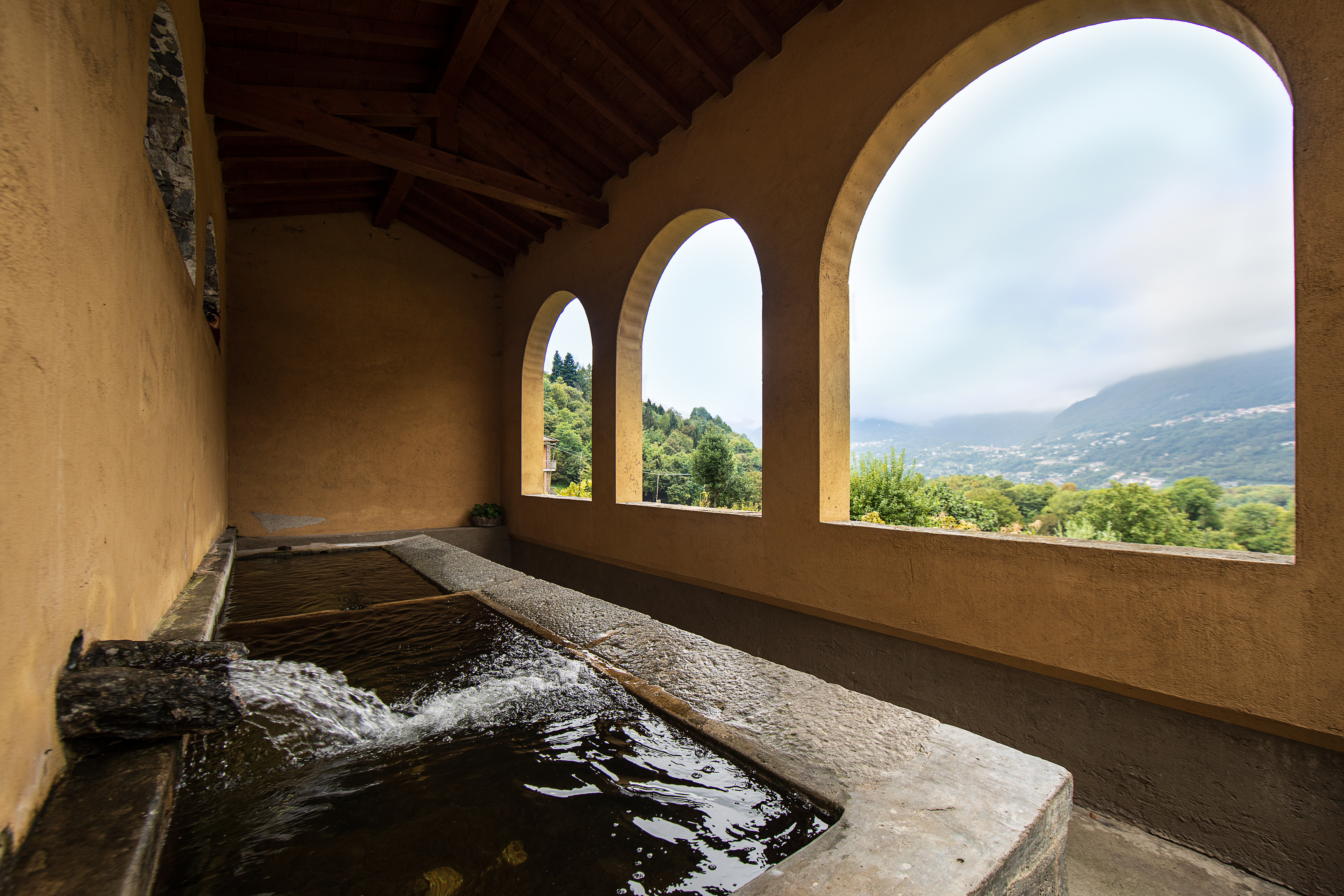
Lavatoio di via del Torchio

### Architetture civili
Lavatoi e fontane in pietra
A Bene Lario si conservano due lavatoi tuttora funzionanti.
Il primo si trova nel centro abitato, in via del Torchio, e fu costruito nel 1960 recuperando alcune parti della cosiddetta Funtana vegia, il vecchio lavatoio anticamente situato in piazza Fontana. La struttura presenta arcate in pietra a vista e un tetto in legno a vista con capriate in larice e copertura in lastre di pietra (le cosiddette piode). La vasca presenta piani di appoggio in pietra calcarea locale.

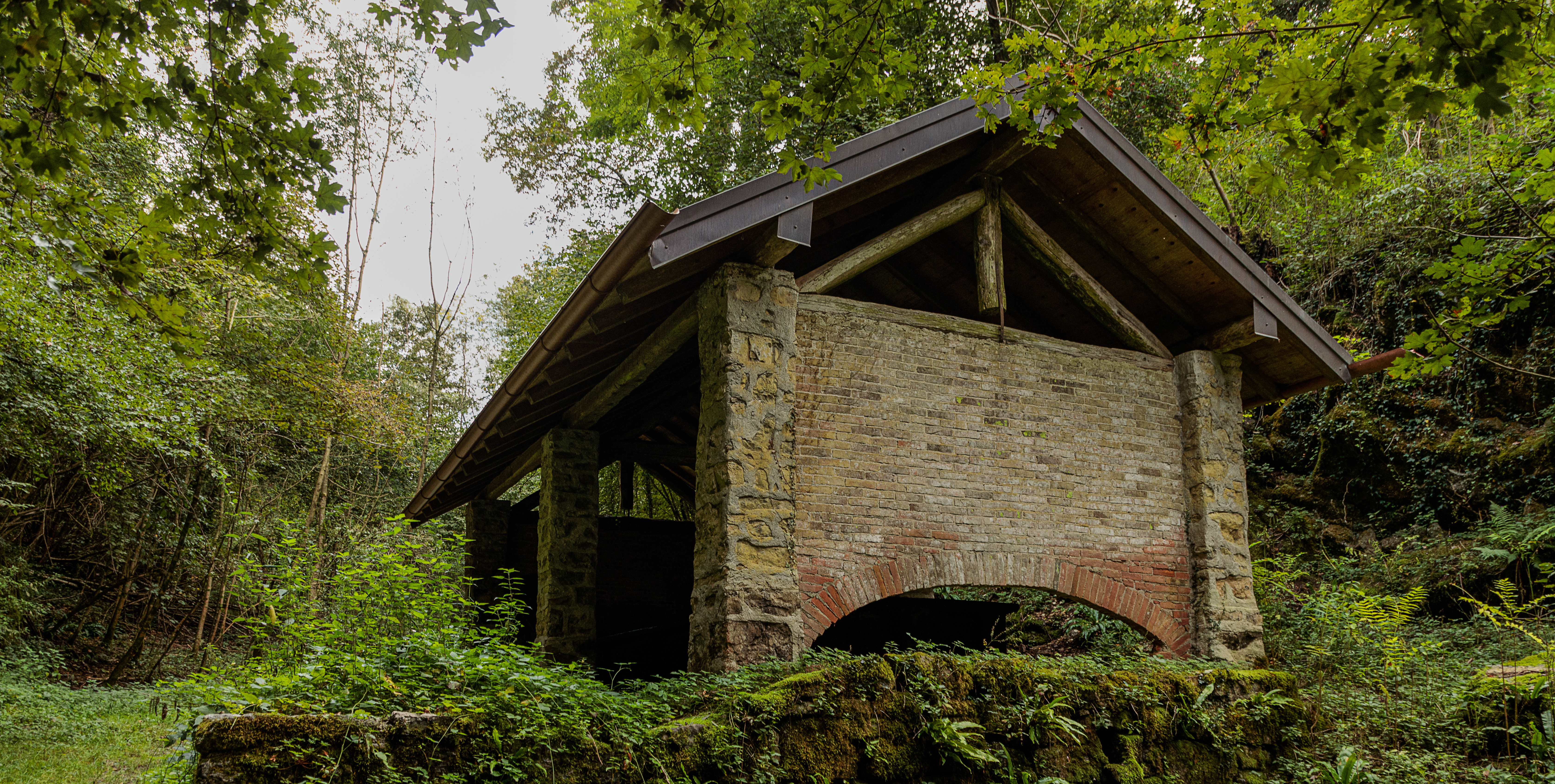
Lavatoio del Lembra

Il secondo si trova sulla strada sterrata che porta al lago di Piano, in località Lembra, a una distanza di più di 700 m dal resto del paese. Il lavatoio è alimentato direttamente dalle sorgenti del torrente Lembra e fornisce un'acqua la cui temperatura non scende mai sotto gli 8 °C
. L'edificio presenta a struttura portante a sei pilastri in pietra intonacati ed è coperto un tetto perlinato a capriata lignea, con coppi di colore antichizzato.

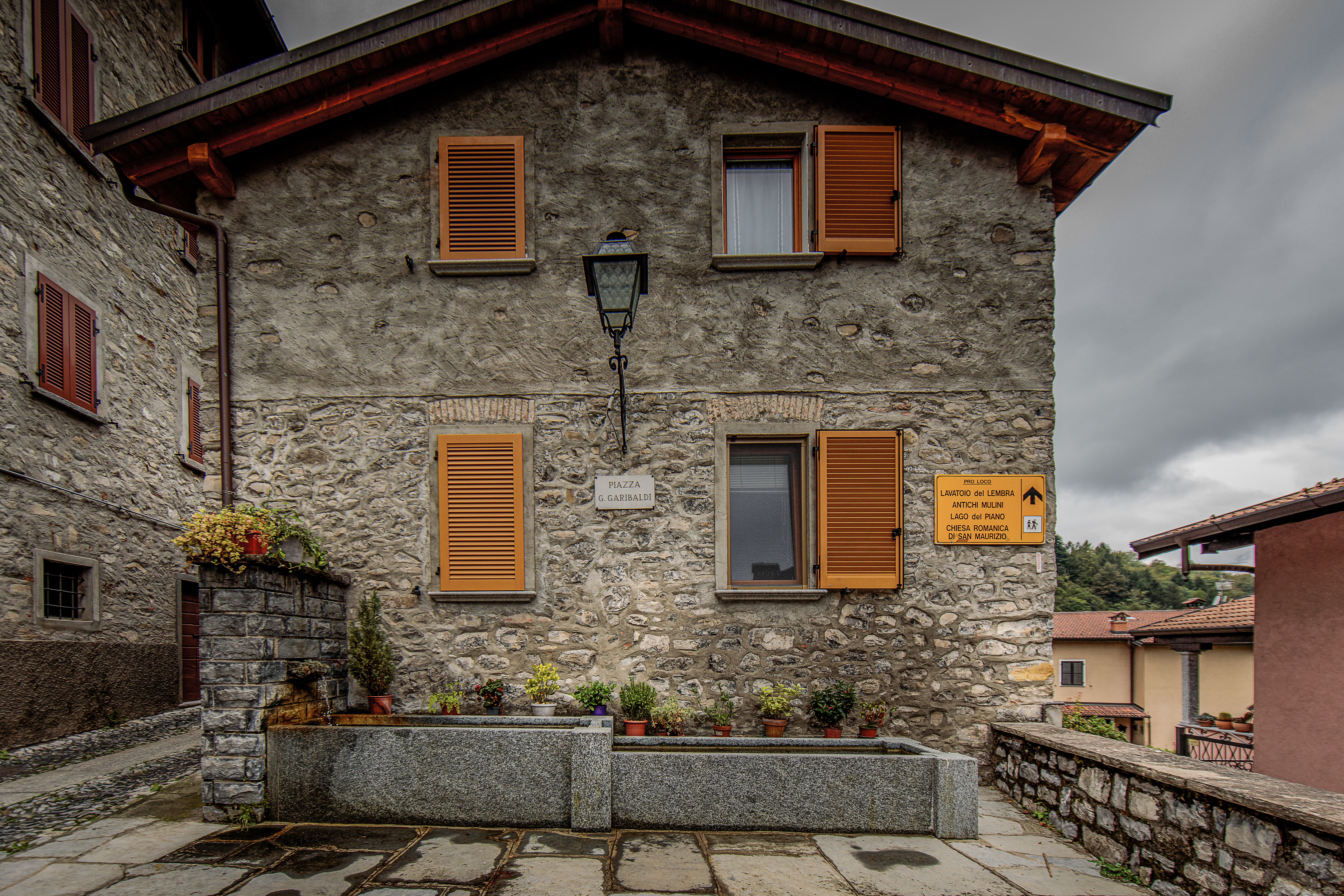
Fontana pubblica di piazza Garibaldi

In centro al paese è inoltre possibile osservare una serie di fontane pubbliche in pietra.
Vecchi mulini

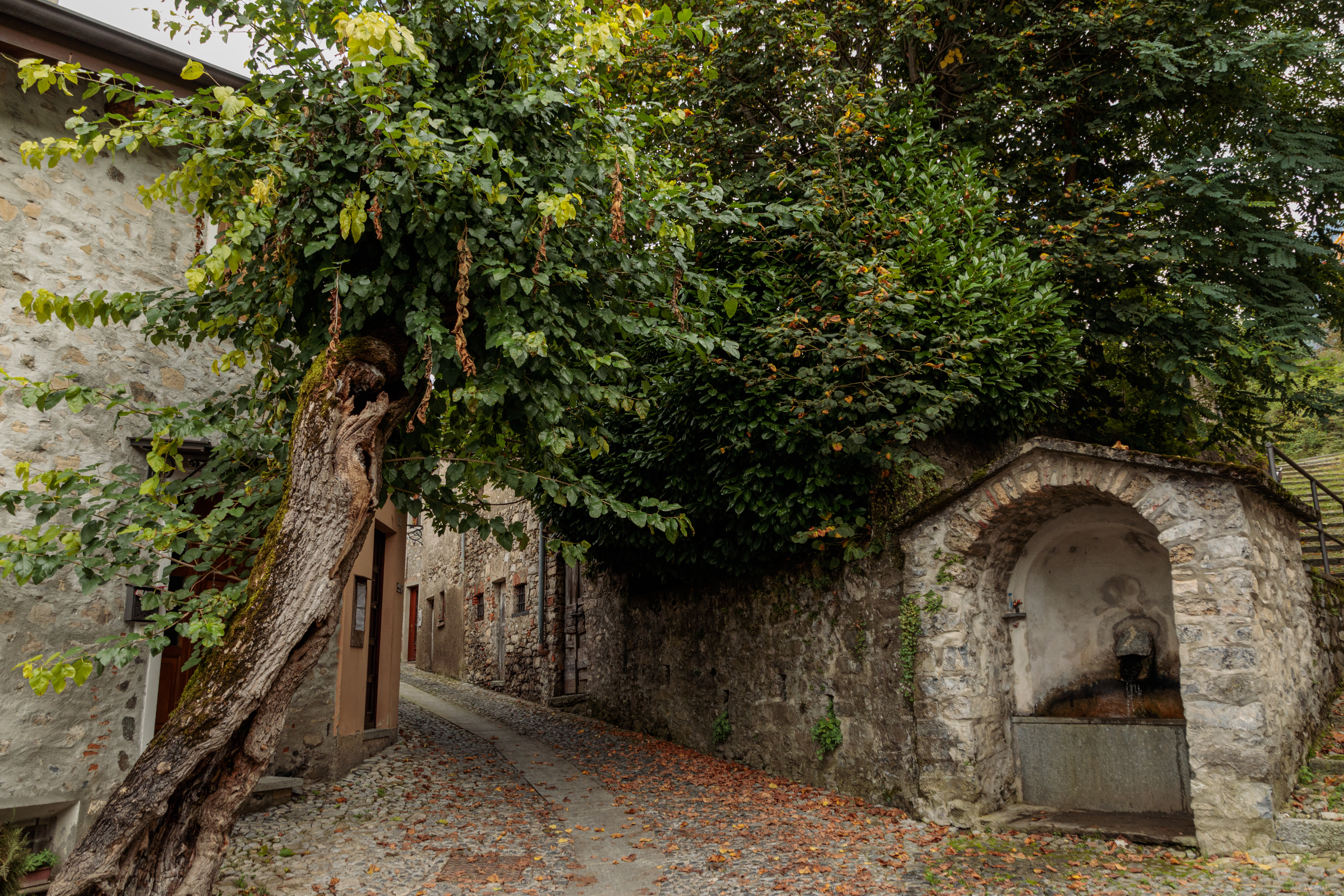
Fontana pubblica in pietra

Le acque del Lembra rifornivano inoltre una serie di vecchi mulini, oggi in stato di abbandono, che venivano utilizzati per la macinazione del mais e delle castagne ottenuti da colture nella zona.
Rifugio Bivacco "Alpe de Volt"

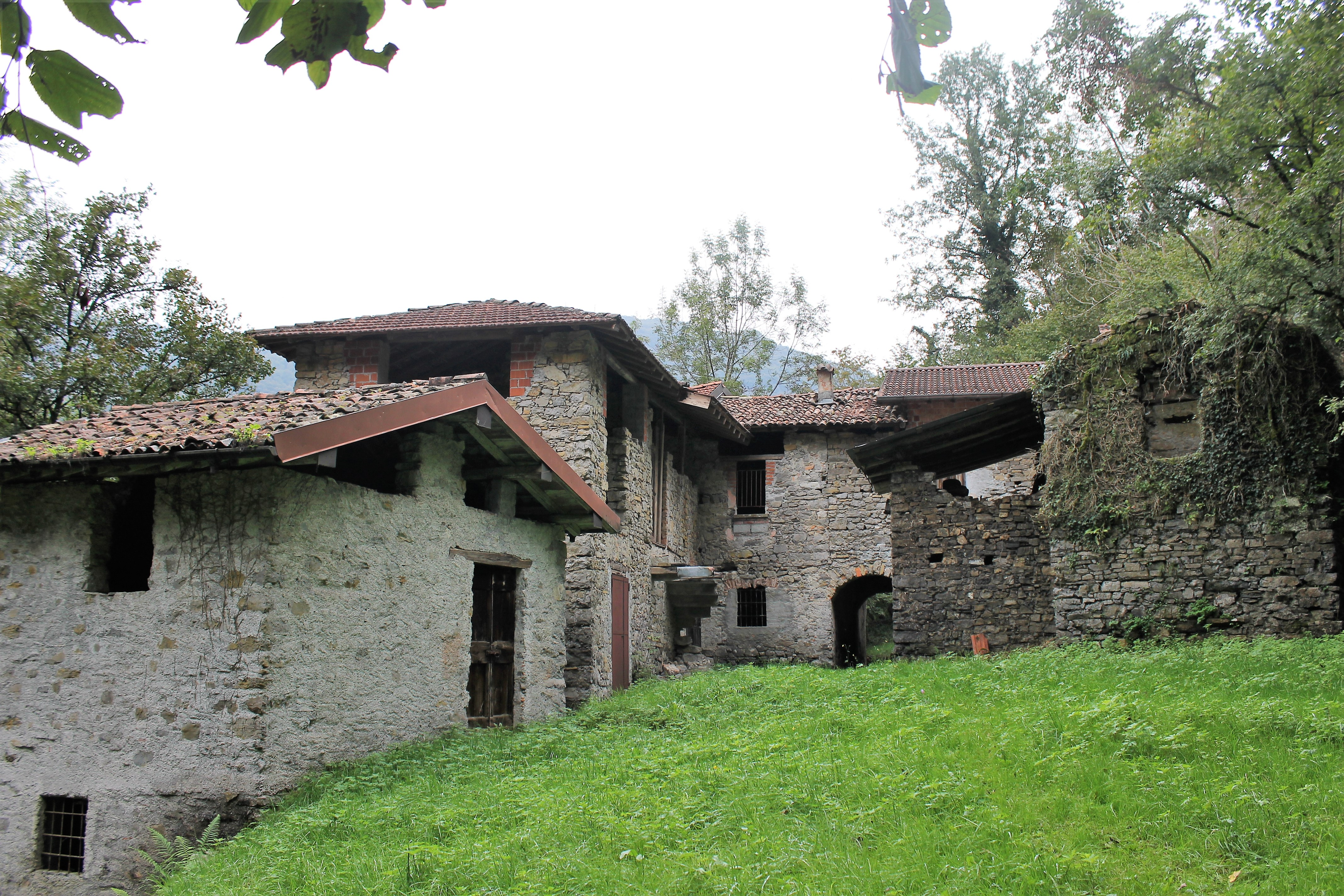
I vecchi mulini

Il Rifugio Bivacco "Alpe de Volt" (ex "Alpe di Sopra") è un vecchio alpeggio ristrutturato a partire dal 1994 e localizzato sul monte Galbiga, a 1334 m s.l.m. di altitudine. Non lontano dal rifugio si trovano una vecchia ghiacciaia (o nevera) e alcune strutture militari facenti parte della Linea Cadorna.

### Architetture militari
Il monte Galbiga ospita alcune trincee, osservatori e camminamenti appartenuti alla Linea Cadorna, costruiti durante la prima guerra mondiale dal Regio Esercito Italiano al fine di costituire uno sbarramento nel caso d'infiltrazioni nemiche attraverso la neutrale Svizzera. Mai entrate in funzione, le trincee di Bene Lario furono costruite mediante l'impiego di materiali raccolti in loco, presentano un'accessibilità difficoltosa e comprendono una serie di gallerie scavate in roccia e lunghe fino a 70 m. L'intreccio di fortificazioni, sentieri e camminamenti è lungo oltre 14 km.

### Aree naturali
L'area di Bene Lario che si estende verso la vetta del Galbiga presenta da diversi ettari a carattere boschivo, abitati perlopiù da carpini neri, tigli e, specialmente nelle aree in prossimità della cima del monte, da faggi. Da un punto di vista floreale, questi boschi comprendono specie abbastanza rare quali la colombina gialla e la latrea.
Il comune ospita il "GeoParco di Bene Lario-Torrente Civagno", un percorso di 7 km attraverso cui è possibile osservare le caratteristiche geologiche della valle del torrente.
Il territorio di Bene Lario comprende inoltre parte della riserva naturale del Lago di Piano.

## Società

### Evoluzione demografica
Prima dell'unità d'Italia
1751: 295 abitanti.
1771: 254 abitanti.
1805: 303 abitanti.
1809 (dopo l’annessione di Grona): 540 abitanti.

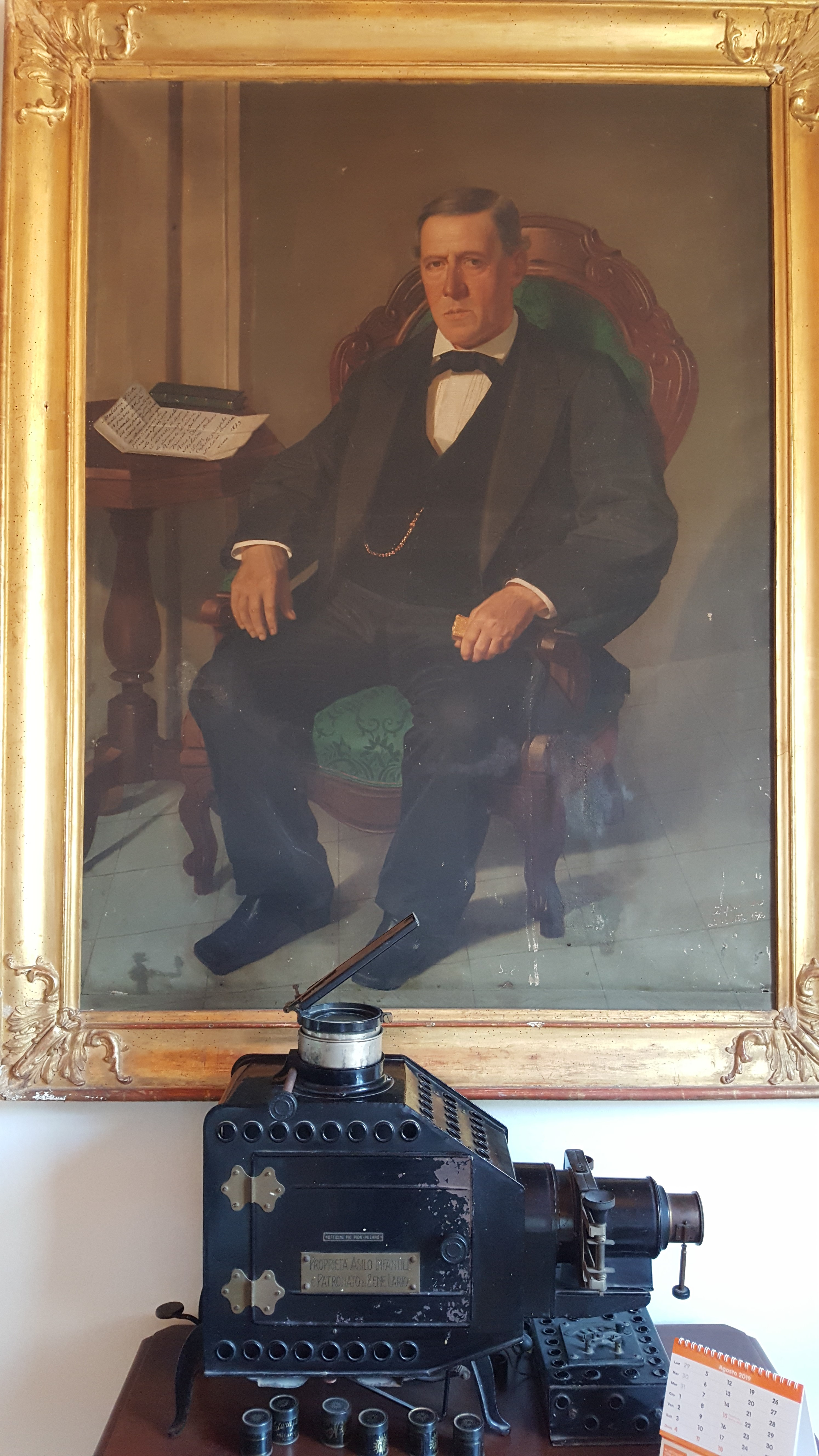
Ritratto del primo emigrante verso il CIle, conservato nel municipio

1853: 550 abitanti.
Dopo l'unità d'Italia
Abitanti censiti

### Tradizioni e folclore
Gli abitanti di bene vengono soprannominati balòch.

## Economia
Nel XIX secolo, le condizioni economiche sfavorevoli spinsero molti degli abitanti a migrare verso il Sudamerica. Significativo fu, in particolare, il numero di immigrati in Cile, ai quali è ancor'oggi dedicata la via che porta al municipio, il quale conserva anche un quadro raffigurante il primo emigrato, tal Pietro Maldini, a cui Bene Lario ha intitolato un ponte sul torrente Civagno.
Nel 2011 una grande maggioranza dei lavoratori residenti nel comune di Bene Lario risultava essere frontaliere in Svizzera.

## Infrastrutture e trasporti
Dal 1884 al 1939 è stata attiva una linea ferroviaria che univa Porlezza al comune lariano di Menaggio; nell'attuale territorio comunale sorgeva la fermata di Bene-Grona.

### Esplicative
1. ↑  Per il dialetto comasco, si utilizza l'ortografia ticinese, introdotta a partire dal 1969 dall'associazione culturale Famiglia Comasca nei vocabolari, nei documenti e nella produzione letteraria.
2. ↑  Sebbene la definitiva soppressione è stata nel 1966, in tale anno si è di fatto concluso l'esercizio della ferrovia.

### Bibliografiche
1. 1 2   Bilancio demografico mensile anno 2024 (dati provvisori), su demo.istat.it, ISTAT.
2. ↑   Classificazione sismica (XLS), su rischi.protezionecivile.gov.it.
3. ↑   Tabella dei gradi/giorno dei Comuni italiani raggruppati per Regione e Provincia (PDF), in Legge 26 agosto 1993, n. 412, allegato A, Agenzia nazionale per le nuove tecnologie, l'energia e lo sviluppo economico sostenibile, 1º marzo 2011,  p. 151. URL consultato il 25 aprile 2012 (archiviato dall'url originale il 1º gennaio 2017).
4. ↑   AA. VV., Dizionario di toponomastica. Storia e significato dei nomi geografici italiani., Milano, Garzanti, 1996,  p. 72, ISBN 88-11-30500-4.
5. 1 2 3 4 5 6 7 8 9 10 11 12 13 14   Storia e Tradizioni - Comune di Bene Lario (CO), su comune.benelario.co.it. URL consultato il 15 aprile 2020 (archiviato dall'url originale l'8 agosto 2020).
6. 1 2 3 4 5 6  Borghese, p. 96.
7. 1 2 3 4 5 6 7   SIUSA - Comune di Bene Lario [collegamento interrotto], su siusa.archivi.beniculturali.it. URL consultato il 15 aprile 2020.
8. ↑   Comune di Bene, sec. XIV - 1757 – Istituzioni storiche – Lombardia Beni Culturali, su lombardiabeniculturali.it. URL consultato il 15 aprile 2020.
9. ↑   SIUSA - Comune di Grandola ed Uniti [collegamento interrotto], su siusa.archivi.beniculturali.it. URL consultato il 15 aprile 2020.
10. 1 2 3 4   Redazione, Bene Lario, il paese senza negozi dove tornano i giovani [collegamento interrotto], su corrieredicomo.it. URL consultato il 15 aprile 2020.
11. 1 2 3   Visita Bene Lario, su Dalle Alpi alle Ande. URL consultato il 15 aprile 2020.
12. ↑   Bene Lario, su Archivio Centrale dello Stato. URL consultato il 22 ottobre 2022.
13. ↑   Chiesa dei SS. Vito e Modesto - complesso, Via Bene Lario - Bene Lario (CO) – Architetture – Lombardia Beni Culturali, su lombardiabeniculturali.it. URL consultato il 15 aprile 2020.
14. 1 2 3   SIUSA - Parrocchia dei SS. Vito e Modesto di Bene Lario [collegamento interrotto], su siusa.archivi.beniculturali.it. URL consultato il 15 aprile 2020.
15. 1 2 3 4 5 6 7 8 9 10 11 12 13 14 15 16 17 18   Administrator, Monumenti e luoghi di culto - Comune di Bene Lario (CO), su comune.benelario.co.it. URL consultato il 15 aprile 2020 (archiviato dall'url originale l'8 agosto 2020).
16. ↑   Chiesa della Ss. Trinità - complesso, Via Italia - Bene Lario (CO) – Architetture – Lombardia Beni Culturali, su lombardiabeniculturali.it. URL consultato il 15 aprile 2020.
17. 1 2 3   Riserva Naturale Lago di Piano, su riservalagodipiano.eu. URL consultato il 15 aprile 2020 (archiviato dall'url originale il 1º agosto 2020).
18. ↑   Riserva Naturale Lago di Piano, su riservalagodipiano.eu. URL consultato il 15 aprile 2020 (archiviato dall'url originale il 1º agosto 2020).
19. ↑   GEOPARCO - Torrente Civagno - Comune di Bene Lario (CO), su comune.benelario.co.it. URL consultato il 15 aprile 2020 (archiviato dall'url originale l'8 agosto 2020).
20. ↑   Comune di Bene, 1798 - 1812 – Istituzioni storiche – Lombardia Beni Culturali, su lombardiabeniculturali.it. URL consultato il 15 aprile 2020.
21. ↑   Comune di Bene, 1816 - 1859 – Istituzioni storiche – Lombardia Beni Culturali, su lombardiabeniculturali.it. URL consultato il 15 aprile 2020.
22. ↑  Statistiche I.Stat ISTAT  URL consultato in data 28-12-2012.
Nota bene: il dato del 2021 si riferisce al dato del censimento permanente al 31 dicembre di quell'anno. Fonte:  Popolazione residente per territorio - serie storica, su esploradati.censimentopopolazione.istat.it.